# 칸자르

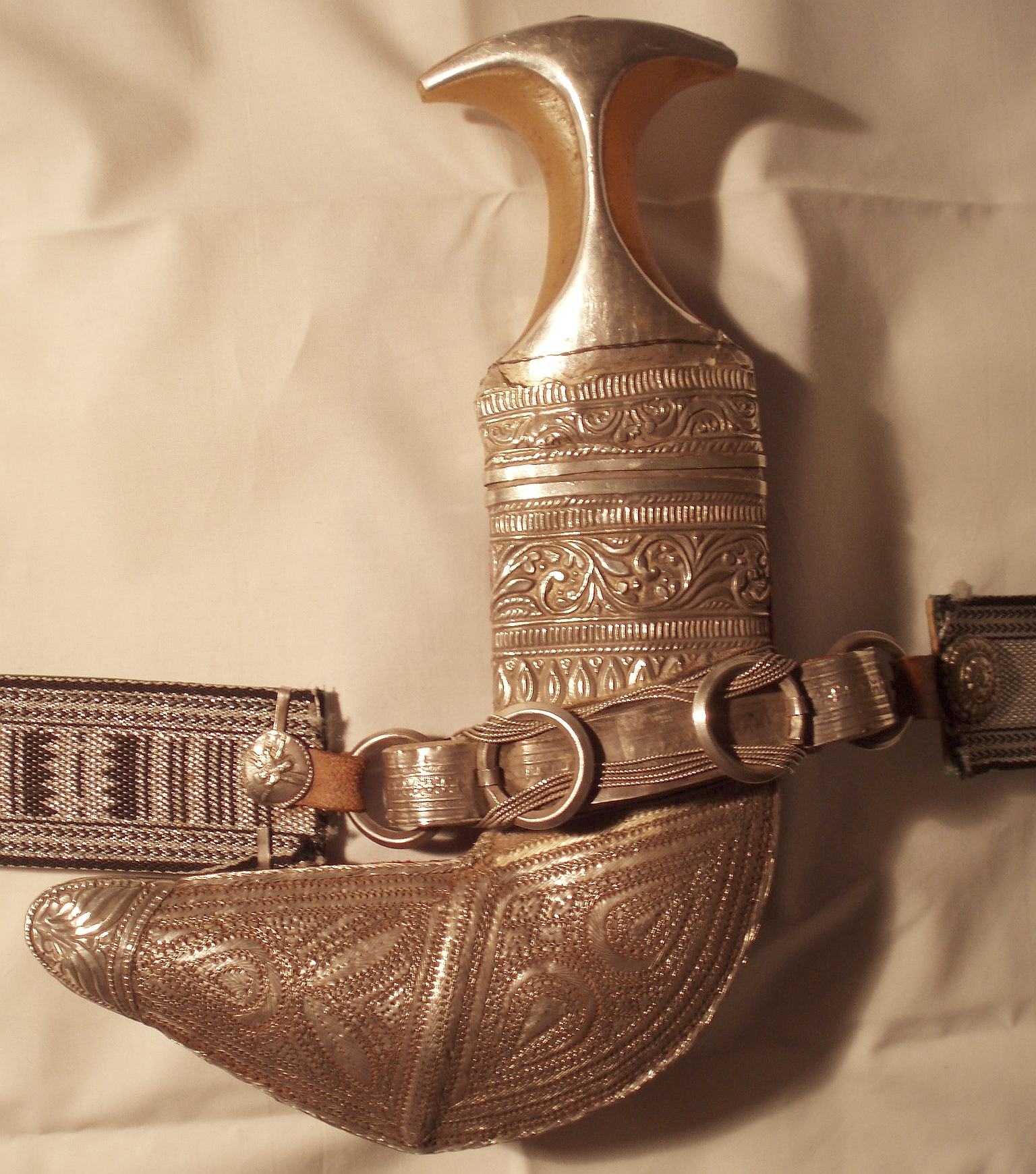
칸자르

칸자르(아랍어: خنجر, Khanjar, 페르시아어: خنجر)는 오만의 전통적인 단검이다. 칼의 외형은 알파벳 J 모양을 띠고 있으며 갈고리와 유사한 편이다.
칸자르의 기원에 대해서는 거의 알려져 있지 않지만 동굴 벽화에 단검이 묘사되어 있는 점을 보아 오래 전부터 사용된 것으로 추정된다. 1700년대부터 오만에서 널리 사용되었다.
칸자르는 오만의 국기, 오만의 국장, 오만 리알 화폐 등에 널리 사용되고 있을 정도로 오만의 상징으로 여겨지고 있다.

## 같이 보기
- 사브르
- 킬리지
- 시미터